# Air (歌曲)
《Air》是南韓歌手禮志為她個人首張同名迷你專輯錄製的歌曲。這首合成流行風格的歌曲由禮志親自參與填詞，旨在表達她在舞台上表演時所感受到的強烈沉浸感。該曲由JYP娛樂於2025年3月10日作為主打單曲發行。

## 發行背景
2025年1月17日，禮志即將展開個人出道的消息正式公開。2月10日，JYP娛樂釋出了禮志首張個人迷你專輯《AIR》的預告片，同時公開了宣傳行程表。2月14日，專輯曲目表曝光，確定〈Air〉為主打歌。接著在3月3日釋出專輯試聽，包含該曲的片段。3月5日與7日陸續發布了音樂錄影帶預告。〈Air〉於3月10日正式發行，英文版則於3月14日推出。

## 創作
〈Air〉是一首合成流行風格的歌曲，帶有80年代風格的貝斯節奏與洗腦的旋律。禮志親自參與歌詞創作，想透過這首歌捕捉自己在表演時所體會到的沉浸感。對她而言，這種感覺多半來自舞蹈。她將對表演的熱愛融入歌曲故事中，並表示這首歌的靈感讓她聯想到安徒生的經典童話《紅舞鞋》。她進一步說明：「這首歌是在講那種即使想停下來也無法停止跳舞的狀態。這種無法抑制的渴望，透過歌詞和音樂錄影帶表現出來。」

## 音樂錄影帶
音樂錄影帶展現了禮志透過多年偶像經歷所磨練出的成熟藝術魅力。她在多個場景中進行細膩且流暢的舞蹈演出，最終在一個空曠的倉庫內，帶領整支舞者團隊呈現戲劇化的高潮段落。整支MV突顯了禮志作為表演者的氣場與實力，並試圖呈現她在舞台上沉浸於舞蹈時的情感。

## 宣傳活動
禮志分別於四個音樂節目帶來〈Air〉的現場演出，包括3月13日的Mnet《M Countdown》、3月14日的KBS《音乐银行》、3月15日的MBC《Show! 音樂中心》，以及3月16日的SBS《人气歌谣》。

## 製作團隊與參與人員

### 錄音室
- JYPE Studio－錄音、數位剪輯[16]
- 821 Sound－母帶後期
- Alawn Music Studios－混音

### 製作人員
- J.Y. Park "The Asiansoul"－作詞
- Yeji－作詞
- 方慧賢（Bang Hye-hyun）－作詞
- 3!（Lalala Studio）－作詞
- G'harah "PK" Degeddingseze－作曲、編曲、所有樂器演奏
- Tricia Battani－作曲
- Kirsten Collins－作曲
- Noday－聲音指導
- Perrie－和聲
- Yue－數位剪輯
- 李尚燁－數位剪輯
- 林燦美－數位剪輯、錄音
- 具慧珍－錄音
- Alawn－混音
- 權南佑－母帶後期

## 榜單
| Chart (2025)                            | Peak position |
| --------------------------------------- | ------------- |
| South Korea (Circle)                    | 102           |
| 英國（官方榜单公司下載榜）              | 100           |
| US World Digital Song Sales (Billboard) | 9             |

## 發行歷史
| 發行地區 | 發行日期      | 發行形式              | 版本 | 廠牌 |
| -------- | ------------- | --------------------- | ---- | ---- |
| 全球     | 2025年3月10日 | 數位音樂下載 串流媒體 | 韓語 | JYP  |
| 全球     | 2025年3月14日 | 數位音樂下載 串流媒體 | 英語 | JYP  |